# Jugador con más progresión de la NBA G League
El National Basketball Association G League Most Improved Player Award (en español, Premio al Jugador con más progresión de la NBA G League) es un galardón que otorga la NBA G League desde la temporada 2009-10. Se concede al mejor jugador que haya desarrollado una sustancial mejora en la pista a lo largo de la temporada con respecto a la anterior.
El primer ganador fue Mildon Ambres, de los Idaho Stampede.

## Ganadores
| Temporada | Jugador           | Posición | Nacionalidad         | Equipo                   |
| --------- | ----------------- | -------- | -------------------- | ------------------------ |
| 2009–10   | Mildon Ambres     | Base     | Estados Unidos       | Idaho Stampede           |
| 2010–11   | Dar Tucker        | Base     | Estados Unidos       | New Mexico Thunderbirds  |
| 2011–12   | Kenny Hayes       | Base     | Estados Unidos       | Maine Red Claws          |
| 2012–13   | Cameron Jones     | Base     | Estados Unidos       | Santa Cruz Warriors      |
| 2013–14   | Frank Gaines      | Base     | Estados Unidos       | Maine Red Claws          |
| 2014–15   | Joe Jackson       | Base     | Estados Unidos       | Bakersfield Jam          |
| 2015–16   | Axel Toupane      | Base     | Francia              | Raptors 905              |
| 2016–17   | Devondrick Walker | Escolta  | Estados Unidos       | Delaware 87ers           |
| 2017–18   | DeQuan Jones      | Alero    | Estados Unidos       | Fort Wayne Mad Ants      |
| 2018–19   | Michael Frazier   | Base     | Estados Unidos       | Rio Grande Valley Vipers |
| 2019–20   | Gabe Vincent      | Base     | Estados Unidos       | Sioux Falls Skyforce     |
| 2020–21   | Anthony Lamb      | Alero    | Estados Unidos       | Rio Grande Valley Vipers |
| 2021–22   | Craig Randall II  | Base     | Estados Unidos       | Long Island Nets         |
| 2022–23   | Lester Quiñones   | Escolta  | República Dominicana | Santa Cruz Warriors      |
| 2023–24   | Alondes Williams  | Base     | Estados Unidos       | Sioux Falls Skyforce     |
| 2024–25   | Elijah Harkless   | Escolta  | Estados Unidos       | Salt Lake City Stars     |